# Robotique neuromorphique
La robotique neuromorphique est une sous-discipline de la robotique. Elle met l'accent sur le contrôle et les systèmes de détection tandis que la robotique biomorphique met l'accent par rapport à l'ensemble du système.
Un aspect clé de la conception neuromorphique est de comprendre comment fonctionne la morphologie des neurones, des circuits.
La robotique neuromorphique nécessite donc des connaissances en biologie.
En 2008, un robot neuromorphique utilisant un cerveau de rat a été mis au point[réf. nécessaire].